# Astyanax abramis
Astyanax abramis es una especie de pez de la familia Characidae en el orden de los Characiformes.

## Morfología
Los machos pueden llegar a alcanzar los 11,3 cm de longitud total.

## Hábitat
Vive en zonas de clima subtropical entre (23 °C - 26 °C).

## Distribución geográfica
Se encuentran en Sudamérica: cuencas de los ríos Amazonas y del Río de la Plata.